# Chiapporato
Chiapporato is een plaats (frazione) in de Italiaanse gemeente Camugnano.